# Rimowa
Rimowa  est une entreprise allemande de bagages de haute qualité, fondée en 1898 à Cologne.
Les valises Rimowa sont historiquement connues pour leur rainures parallèles en aluminium, devenues caractéristiques de la marque.
En 2016, Rimowa rejoint le groupe LVMH,, devenant ainsi la première maison allemande du groupe.
Entre 2017 et 2021, l’entreprise est dirigée par Alexandre Arnault. En janvier 2021, Hugues Bonnet-Masimbert est nommé CEO de RIMOWA.

## Histoire

### De la création au120eanniversaire
En 1898, Paul Morszeck et Heinrich Görtz créent une entreprise de bagage et de produits en cuir à Cologne, appelée Görtz & Morszeck. Dès 1900, Paul Morszeck en devient l’unique directeur. En 1931, son fils, Richard Morszeck, s’implique dans l’entreprise et dépose la marque « RIMOWA » au Reich Patent Office de Berlin.
Dans les années 1930 Richard fait des tests sur différents matériaux et veut utiliser ses connaissances pour tenter de rendre les valises plus légères et plus stables.
En 1937, l’usine subit un incendie important qui détruit notamment le stock de bois, principal composant des valises de l'époque, épargnant seulement les armatures en aluminium utilisées pour les renforts. En conséquence, Richard développe une valise uniquement en aluminium. C’est ainsi que la valise originale RIMOWA est introduite, marquant un tournant pour l’entreprise.
Les locaux sont reconstruits en 1946 et restent dans la rue Mathias-Brüggen, siège social de la société jusqu'en 1986, avant d'être transférés dans la rue Richard-Byrd.
En 1972, le fils de Richard Morszeck, Dieter, rejoint à son tour la société à l’âge de 19 ans. Dieter Morszeck, photographe de profession, développe en 1976 la première mallette pour appareil photo et caméra résistante à l’eau et à la poussière, convenant aussi bien aux environnements désertiques que tropicaux.  En 1981, Dieter Morszeck reprend la direction de RIMOWA.
En 2000, Dieter lance le premier modèle de valise en polycarbonate.
En 2008, Rimowa vend environ 400 000 valises à rainures, dont environ de 2/3 en polycarbonate. Néanmoins, ces dernières années, la demande de bagages en aluminium a augmenté ; en 2013, la proportion de vente de bagages en aluminium était approximativement de 45%.
Rimowa produit dans ses propres usines en Allemagne, République Tchèque, au Canada et au Brésil. En 2013, 5800 valises étaient produites par jour.
En 2017, Rimowa rejoint le groupe LVMH et devient la première maison allemande du groupe avec Alexandre Arnault, fils de Bernard Arnault, en tant que PDG de l’entreprise. LVMH prend une participation de 80 % pour 640 millions d'euros. Les 20 % du capital non acquis sont couverts par une option de vente accordée par LVMH, exerçable à partir de 2020.

### Partenariats
Rimowa a établi plusieurs partenariats avec des marques allemandes connues, comme Lufthansa en 1998 pour le centenaire de la marque, ou avec Porsche en 1999. Dans le cadre du partenariat avec Porsche, Rimowa produit régulièrement des séries spéciales de ses valises avec des couleurs ou designs spécifiques. Néanmoins, depuis 2017, Rimowa a opéré de gros changements dans sa stratégie, passant d’une stratégie de placement de produit à une stratégie d’étroites collaborations et partenariats long terme comme avec Fendi, Monocle, Moncler,, Supreme,, Anti Social Social Club ou Off-White et Virgil Abloh,.
La marque utilise les services d'influenceurs, pour développer son image sur les réseaux sociaux, tels le culturiste Christian Guzman, la chanteuse Juliette Lewis, Patrick Roger ou encore l'artiste Alex Israel.

### Utilisateurs connus de RIMOWA
Rimowa est utilisée par plusieurs célébrités. A l’occasion du 80e anniversaire de la valise en aluminium, ces personnalités ont été invitées à présenter leur propre valise Rimowa, synonyme de leur intimité de voyage. Parmi les célébrités ayant participé: Karl Lagerfeld, le réalisateur David Fincher, l’actrice Fan Bingbing, l’artiste Anne Imhof, l’ancienne rédactrice en chef de Vogue Paris Carine Roitfeld ou la chanteuse Lykke Li.

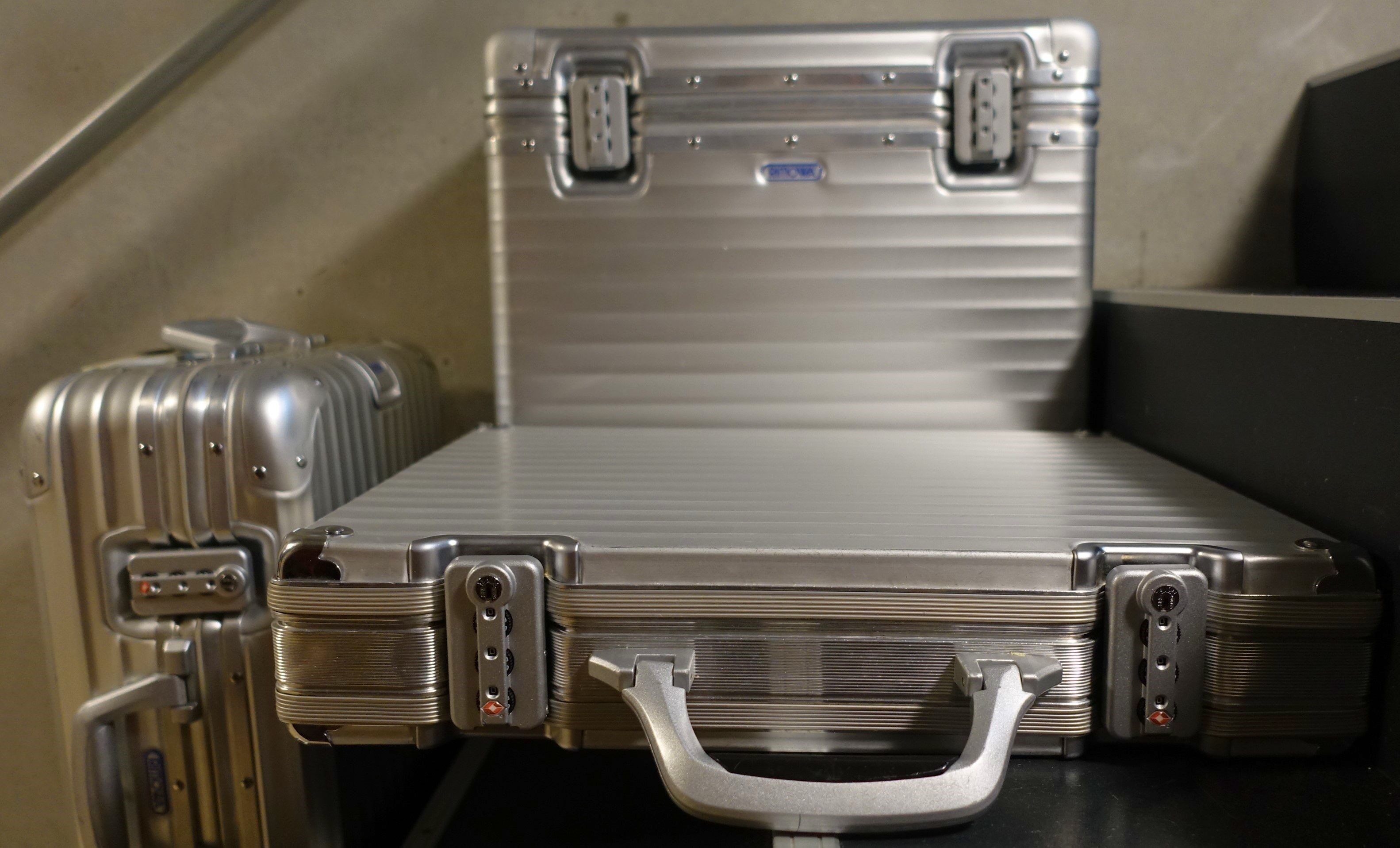
Valises typiques avec une longue durée de vie

## Produits
Les premières valises à rainures emblématiques de la marque Rimowa ont été produites en 1937. Du fait de leur composition à base d’un alliage d’aluminium et de magnésium utilisé dans la construction automobile et aéronautique, elles sont à la fois légères et résistantes. Au départ développée pour des raisons techniques, la structure en aluminium à rainures parallèles servait à stabiliser la valise, mais rapidement, ces stries, au design protégé, sont devenues la signature de la marque.

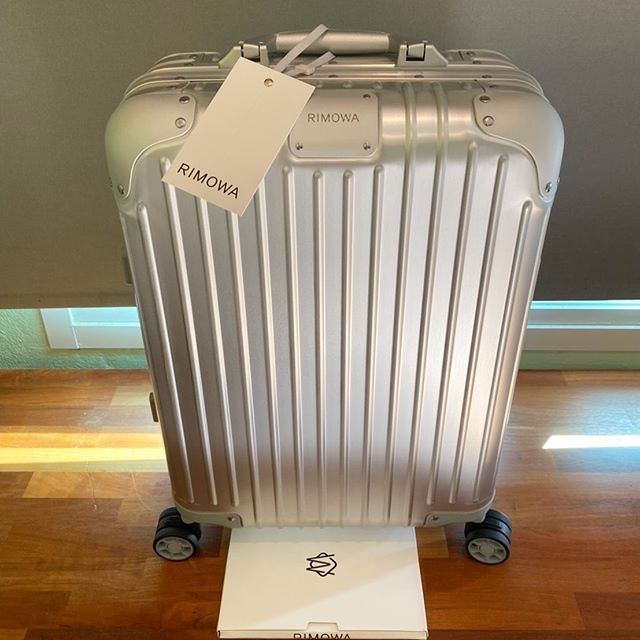
Valise Rimowa Original Cabin.

En 1976, tout de suite après l’arrivée de Dieter Morszeck, l’entreprise développe la ligne Tropicana : première mallette en métal légère et étanche, immédiatement adoptée par les professionnels du cinéma et de la photographie. Cela représente à cette époque une invention avant-gardiste pour des professionnels de l’image parfois amenés à travailler dans des environnements extrêmes, et ayant donc besoin d’un matériel capable de supporter l’eau, l’humidité, la chaleur tropicale ainsi que le froid polaire.
A la fin des années 1990, l’entreprise introduit le polycarbonate dans la conception de ses valises. Cette matière améliore la stabilité des bagages et réduit le poids de la valise d’1/4 comparé au poids de la valise en aluminium tout en offrant une résistance. Cette invention a révolutionné l’industrie du bagage.
Depuis les années 2000, Rimowa a diversifié ses produits et y a ajouté des technologies[réf. souhaitée] comme :
- Le système Multiwheel, un système de roulement à billes inspiré du système des chaises de bureau et des lits d’hôpitaux, qui permet de déplacer sans effort et dans toutes les directions des valises lourdes.
- Les serrures TSA[38][source insuffisante] qui peuvent être ouvertes et refermées sans endommager le bagage par les services de sécurité des aéroports.
- Des systèmes de poches modulables avec des poignées pivotantes.
- En 2008, le système flex-divider, qui permet plus de flexibilité, a été ajouté à tous les produits de la ligne.
- En 2016, l’electronic tag est commercialisé pour la première fois. Il permet aux voyageurs (sur certaines compagnies) de remplacer leur billet d’avion papier par un billet d’avion digital directement incorporé au bagage par un affichage numérique.

La plupart des bagages originaux et caractéristiques de la marque sont exposés dans un musée au premier étage de la boutique Rimowa à Cologne.

## Publicités

### Féminins
- Yoon Ahn, créatrice de bijoux chez Dior, depuis 2018[39]

Mannequin :
- Adwoa Aboah, mannequin, 2018[40]

### Masculins
- Roger Federer, tennisman, depuis 2018[41],[42]
- Nobu Matsuhisa, chef, depuis 2018
- LeBron James, joueur professionnel américain de basket-ball, depuis 2019[43]
- Kim Jones, créateur de mode anglais, depuis 2019[44]